# College Coach
College Coach is een film uit 1933 onder regie van William A. Wellman.

## Rolverdeling
| Acteur       | Personage                      |
| ------------ | ------------------------------ |
| Dick Powell  | Philip 'Phil'/'Sarge' Sargeant |
| Ann Dvorak   | Claire Gore                    |
| Pat O'Brien  | Coach James Gore               |
| Arthur Byron | Dr. Phillip Sargent            |
| Lyle Talbot  | Herbert P. 'Buck' Weaver       |
| Hugh Herbert | J. Marvin Barnett              |